# Eclipsa de Soare din 12 august 1654

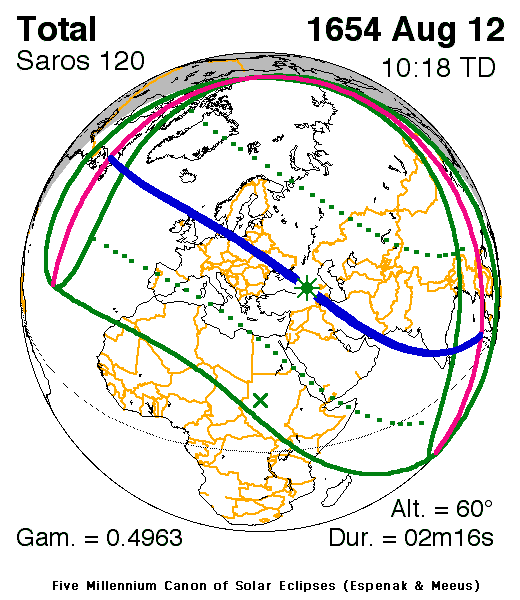
„Predicția eclipsei din 12 august 1654” făcută de Fred Espenak, NASA / GSFC.

Eclipsa de Soare din 12 august 1654, parte a ciclului Saros 120, a fost vizibilă în Scoția, Danemarca, Europa Orientală, Caucaz, Persia și în India meridională. A fost o eclipsă totală de Soare.

## Observații și istorie
Eclipsa a avut loc în timpul Bătăliei de la Szkłów (Battle of Shkloŭ) (1654), secvență a Războiului ruso-polon (1654-1667).